# Quetzalpetlatl Corona
La Quetzalpetlatl Corona è una struttura geologica della superficie di Venere.